# City Building Series
City Building Series (traducción literal del inglés: «serie de construcción de ciudades») es el nombre colectivo de una serie de videojuegos históricos de construcción de ciudades para PC desarrollados por Impressions Games, BreakAway Games, y Tilted Mill Entertainment (tras la desaparición de Impressions Games) y publicados por Sierra Entertainment y Myelin Media. La serie empezó en 1993 con Caesar y desde entonces se han lanzado un total de diez juegos, contando las expansiones.
La saga puede ser descrita en líneas generales como un «SimCity de civilizaciones antiguas con microgerencia militar y económica». En City Building Series el jugador está al cargo de suministrar bienes y servicios a la población de su ciudad, asegurándose de que la tasa de criminalidad es baja y reduciendo el riesgo de peste, fuego y derrumbamiento de edificios. El jugador debe además cuadrar el balance entre importaciones, exportaciones e impuestos para mantener a la ciudad financieramente fuerte. También es responsable de defender su ciudad de las invasiones enemigas construyendo cuarteles militares y así crear un ejército.
La saga cubre cuatro antiguas civilizaciones: los romanos, egipcios, griegos y chinos. Los títulos lanzados hasta 2004 emplearon el mismo motor de videojuego de proyección isométrica, no obstante, adaptado y modificado acorde con la temática del juego. Los siguientes títulos emplea motores de gráficos en tres dimensiones.

## Videojuegos
La serie cuenta con los siguientes videojuegos:
- Situados en el imperio romano:
  - Caesar (1993)
  - Caesar II (1996)
  - Caesar III (1998)
  - Caesar IV (2006)
- Situados en el Antiguo Egipto:
  - Faraón (1999)
    - Expansión Cleopatra - Reina del Nilo (2000)
    - Ciudades Inmortales: Hijos del Nilo (2004)
- Situados en la Antigua Grecia:
  - Señor del Olimpo - Zeus (2000)
    - Expansión Señor de la Atlántida - Poseidón (2001)
- Situados en China:
  - Emperador: El Nacimiento de China (2002)

## Conceptos y mecánicas de la serie
Mientras que la saga cambió visualmente desde el primer juego (jugado desde la perspectiva de un ojo de pájaro bajo una resolución de pantalla de 320×200 256 color VGA) al último (jugable hasta a una resolución de 1280×1024), el mecanismo básico permaneció prácticamente igual en todos los juegos.
Una excepción es el juego Hijos del Nilo, que funcionaba en un sistema de juego totalmente diferente.
Algunos de estos aspectos difieren considerablemente entre los juegos. Para descripciones específicas de los juegos, véase el artículo del juego en cuestión.

### Vivienda, población y mano de obra
La población de una ciudad se limita a estar en viviendas, estas viviendas parten siendo parcelas designadas en el mapa por el jugador. Las parcelas se convierten en hogares y casas cuando los inmigrantes llegan a ellas y edifican, pero siempre y cuando los terrenos de las parcelas sean adyacentes a una carretera. Cada casa pertenece a un nivel de calidad que afecta variadas cosas, por ejemplo la cantidad de impuestos que los habitantes de una vivienda deben pagar a la ciudad y el número de residentes que pueden acoger. Las parcelas edificadas parten primero siendo del más bajo nivel, tugurios marginales de la ciudad.
Los hogares de los ciudadanos cambian el nivel de calidad cuando los servicios y elementos básicos mejoran en la ciudad. Esto se llama "evolución de la vivienda". Estas necesidades pueden ser productos básicos, servicios, locales y atractivo. El jugador es informado de las necesidades de cualquier casa en particular, por lo tanto puede actuar para incrementar los niveles de calidad de vida de la ciudad y ayudar a que las viviendas evolucionen. 
Cuando las casas llegan a un nivel de calidad de lujo, sus residentes ya no son mano de obra, por lo cual esto puede dar lugar a escasez de mano de obra industrial y el estancamiento de las industrias de la ciudad, por lo que el jugador debe tener cuidado y procurar asegurarse de que algunas casas no evolucionan hasta el nivel de lujo, a pesar de que los beneficios fiscales sean enormes. 
Aunque la población urbana total es la suma de los residentes en cada vivienda, la mano de obra de la ciudad está representada por un simple número y no tiene ninguna representación o distribución en el mapa, por lo cual las industrias no necesitan estar conectadas a zonas residenciales, ya que la ciudad suministra automáticamente mano de obra, aunque pasada de una cierta distancia de zonas residenciales, la industria no logra conseguir mano de obra.

### Servicios
Las viviendas de la ciudad requieren ciertos servicios antes de puede evolucionar a un nivel mayor.
Un servicio es proporcionado por diferentes edificaciones, estas edificaciones emplean ciudadanos, estos ciudadanos ofrecen los servicios a la población caminando por la ciudad o por un sector determinado de esta, teniendo una dirección aleatoria en cada intersección de carreteras de la ciudad. Finalmente, el empleado regresará al edificio de servicios, y la actividad se repetirá consecutivamente. 
Una casa se dice que es suministrada por un servicio en particular significa que un ciudadano empleado recientemente ha pasado por la vivienda. Si un empleado del mismo servicio no pasa de nuevo dentro de un marco temporal por la vivienda beneficiada, la casa no podrá recibir el servicio y retrocederá de nivel de calidad de vivienda. 
Los servicios difieren de juego a juego, pero todas funcionan bajo este principio.

### Materias primas
Las materias primas, cuando producido o importado, son almacenadas en depósitos. Desde allí ellos son distribuidos a minoristas, que emplean a caminantes. Cuando un caminante de minorista anda por delante de una casa que requiere una cierta materia, la casa dibuja una pequeña cantidad de las reservas del minorista. Esta cantidad disminuye con el tiempo, y tan es encabezada encima de siempre los paseos de caminante por delante, sujetos a la disponibilidad.
Si una casa se queda sin una materia particular, esto puede pasar para bajar niveles de calidad.

### Agricultura
El alimento es tratado como una materia, aunque haya algunas diferencias. El alimento viene a muchos tipos diferentes, unos con fuentes diferentes. La mayor parte de alimento puede ser producido por granjas, pero otro alimento puede ser obtenido por la caza y la pesca. En la mayoría de los casos, el alimento es almacenado en graneros en vez de depósitos.
Las casas en niveles de calidad de alojamiento particulares requieren una cierta variedad de productos de alimentación antes de que ellos puedan desarrollarse al siguiente nivel. Sin embargo, las casas no son fastidiosas sobre el cual productos de alimentación específicos son suministrados.
La variedad total de alimentos afecta la salud de ciudad total.

### Comercio e industria
Toda la industria es completamente planificada, con todos los empleados siendo pagados por el tesoro de ciudad. La industria es necesaria para la producción de materias primas. Edificios industriales deben ser unidos conectados al fondo de trabajo de ciudad antes de que ellos puedan hacerse operacionales, que es hecho por un caminante. Cuando construido, el edificio industrial enviará a un caminante a lo largo de caminos unidos. Si este caminante pasa el alojamiento ocupado, el edificio es conectado.
Para las rutas de precios, comerciales puede ser instalado entre ciudades. Esto permite al jugador para importar las materias primas que no pueden estar disponibles en su ciudad, o exportar para materias primas de beneficio que él produce en el exceso. Ciudades diferentes compran y venden materias primas diferentes, y estas limitaciones son un aspecto integral de la dificultad de misiones de campaña particulares.
Una materia puede ser obtenida por la ciudad por la producción industrial, o el comercio. Algunas materias primas requieren la fabricación de una materia prima que a su turno debe ser obtenida del ambiente. La cerámica, por ejemplo, es fabricada en un Alfarero de la Arcilla, que es obtenida en una Mina de arcilla. Si la ciudad no tiene las provisiones locales de una materia prima, puede ser capaz de importarlo y luego fabricar el producto final. O bien, esto puede importar el producto final directamente, pero esto es por lo general mucho más caro que la fabricación de los bienes en la zona.
El comercio puede ser conducido por la tierra y el agua, y algunas ciudades sólo el comercio por uno de estos métodos, más lejos añadiendo a la complejidad.

### Religión
La religión es un servicio, que emplea a sacerdotes en templos como caminantes. Sin embargo, la religión también funciona sobre otro nivel. El jugador debe asegurar que los dioses en la religión de su civilización son apaciguados, y él es capaz de hacer así por asegurando que el número de templos para cada dios es adecuado para la población de ciudad, y la aseguración que todas las casas son suministradas por el servicio de religión.
El mecanismo exacto por el cual este aspecto de religión funciona se diferencia del juego al juego. En Zeus, el jugador construye templos masivos llamados Santuarios que son construidos como monumentos para honrar a Dioses. Dios darán grandes ventajas en la ciudad del jugador.
En César III, el jugador tiene que construir templos como la población crece. Un dios particular estará contento con un número de templos durante mucho tiempo proporcionó esto la población no crece, pero cuando esto hace, esto espera del jugador aumentar el número de templos. En Emperador: La subida del Reino Medio, el jugador tiene que dar regalos "a Héroes"; si ellos están contentos bastante, ellos visitarán la ciudad, proporcionarán ventajas como la reducción del edificio de gastos, y andarán alrededor. Hay cuatro grupos de Héroes: los Héroes Hereditarios, los Héroes Daoist, los Héroes Confucianos, y los Héroes de budista. El fracaso de mantener el contenido de Héroes puede causar desastres como terremotos o inundaciones.

### Militares
Mientras el foco de la ciudad reside sobre el edificio de infraestructura, en algunos mapas fuerzan a los jugadores a mantener los militares fuertes, para la defensa o conquistar otras ciudades. Unidades militares son creadas en fortalezas, y requieren armas y otros bienes (como la madera o caballos), dependiendo la unidad. En Zeus, la parte más grande del ejército es compuesta por ciudadanos comunes, y pidiendo la guerra los tendrá abandonando(dejando) la ciudad y sus empleos. Tanto en Zeus como en Emperador: La subida del Reino Medio el número de las unidades de ejército que son posibles para construir depende del número de casas de la elite.
Es también posible construir estructuras de defensa, como paredes, puertas, y torres.